# مايكل سيمينو
مايكل سيمينو (مواليد 10 نوفمبر 1999) هو ممثل أمريكي، أشتهر بدور فيكتور في مسلسل مع حبي، فيكتور.

## روابط خارجية
- مايكل سيمينو على موقع IMDb (الإنجليزية)
- مايكل سيمينو على موقع ألو سيني (الفرنسية)
- مايكل سيمينو على موقع قاعدة بيانات الفيلم (الإنجليزية)